# La casa dalle finestre nere
La casa dalle finestre nere (titolo originale Way Station) è un romanzo di fantascienza scritto da Clifford D. Simak. Originariamente pubblicato nel 1963 a puntate sulla rivista Galaxy col titolo Here Gathers the Stars, mantenne nella prima pubblicazione italiana dello stesso anno, all'interno di una raccolta intitolata Terrestri e no ad opera della Casa Editrice La Tribuna (CELT), il corrispondente titolo Qui si raccolgono le stelle, poi modificato nelle edizioni successive.
Nel 1964 vinse il premio Hugo per il miglior romanzo.

## Trama
Enoch Wallace è un uomo di poche parole, e del resto non sembra proprio desiderare il contatto con gli altri esseri umani, al di fuori del postino che lo visita ogni tanto e della povera sordomuta Lucy, nell'isolato angolo del Wisconsin dove vive. E questo da più di un secolo, visto che da soldato ha combattuto con onore nella guerra civile americana. Il fatto sconcertante è che dimostra una trentina d'anni, il che non può non finire per indurre qualche sospetto nelle autorità, anche vivendo in uno degli angoli più remoti del paese. Un problema che comunque si aspettava di dover affrontare prima o poi, anche se con la segreta speranza che potesse accadere in un periodo migliore. 
Perché tutto sembra indicare l'imminenza di un'altra rovinosa guerra mondiale, e anche se il suo ruolo è solo quello di custode di una stazione di transito per viaggiatori interstellari, il suo desiderio è sempre stato quello di poter aiutare la propria razza a dimostrarsi degna di apprezzare ciò che lui ha imparato in quegli anni. Durante i quali è venuto in contatto con la stupefacente varietà e ricchezza della vita proveniente dai molti mondi abitati della galassia, e da cui quasi sempre ha trovato motivo di arricchimento, riuscendo in alcuni casi a creare genuini rapporti di amicizia. In particolare con Ulysses, l'alieno che per primo lo aveva contattato, al tempo del suo ritorno a casa alla fine della guerra civile, e che lo aveva reclutato proprio per la sua capacità di considerare nuove possibilità, senza remore o pregiudizi. Un incarico in fondo non complicato, con pochi obblighi e necessità, ma che ora sembra arrivato a un punto di crisi profonda. 
Gli umani hanno fatto uno sbaglio, e a rendere complicata la situazione vi è il forte stato di tensione in cui si trova la galassia in seguito alla sparizione del Talismano, l'artefatto su cui tutti contavano per mantenere l'armonia. Questo sembra riflettersi proprio sulla crisi terrestre, con il rischio della chiusura della stazione di transito e la conseguente necessità di una dolorosa scelta per il custode. Il tentativo da parte di Enoch di risollevare le sorti del pianeta sembra vano, quando un'incredibile coincidenza spinge il ladro in possesso del Talismano proprio sul pianeta Terra, dando a Enoch Wallace la possibilità di recuperarlo, grazie anche all'aiuto di Lucy. La ragazza sordomuta, che già in passato aveva dato prova di poteri singolari, si rivela l'essere in grado di entrare in sintonia con lo straordinario oggetto, riuscendo ad attivarne il potere armonico. Si avvera così il sogno di Enoch di una inclusione a pieno titolo degli umani nella comunità galattica, aprendo così la strada ad un futuro di opportunità infinite, il che però comporterà la necessità di lasciarsi alle spalle parte del passato, come proprio il povero custode dovrà sperimentare, accettandone le dolorose conseguenze.

## Edizioni italiane
- Clifford D. Simak, Qui si raccolgono le stelle, in Terrestri e no, traduzione di Roberta Rambelli, Science Fiction Book Club 1, Casa Editrice La Tribuna, 1963.

- Clifford D. Simak, La casa dalle finestre nere, a cura di Giuseppe Lippi, collana Urania Collezione, traduzione di Beata della Frattina, revisione e integrazione della traduzione di Giuseppe Lippi, n. 11, Mondadori, dicembre 2003, ISSN 17216427 (WC · ACNP).